# العلاقات الكولومبية الناوروية
العلاقات الكولومبية الناوروية هي العلاقات الثنائية التي تجمع بين كولومبيا وناورو.

## مقارنة بين البلدين
هذه مقارنة عامة ومرجعية للدولتين:
| وجه المقارنة                                              | كولومبيا        | ناورو                          |
| --------------------------------------------------------- | --------------- | ------------------------------ |
| المساحة (كم2)                                             | 1.14 مليون      | 21                             |
| عدد السكان (نسمة)                                         | 49.07 مليون     | 10.08 ألف                      |
| الكثافة السكانية (ن./كم²)                                 | 43.04           | 48.00 ألف                      |
| العاصمة                                                   | بوغوتا          | ضاحية يارين                    |
| اللغة الرسمية                                             | اللغة الإسبانية | اللغة الناورونية، لغة إنجليزية |
| العملة                                                    | بيزو كولومبي    | دولار أسترالي                  |
| الناتج المحلي الإجمالي (بليون دولار)                      | 309.19 مليار    | 113.88 مليون                   |
| الناتج المحلي الإجمالي (تعادل القوة الشرائية) بليون دولار | 724.96 مليار    | 162.98 مليون                   |
| الناتج المحلي الإجمالي الاسمي للفرد دولار أمريكي          | 7.60 ألف        | 9.83 ألف                       |
| الناتج المحلي الإجمالي للفرد دولار أمريكي                 | 13.36 ألف       |                                |
| مؤشر التنمية البشرية                                      | 0.720           |                                |
| رمز المكالمات الدولي                                      | +57             | +674                           |
| رمز الإنترنت                                              | .co             | .nr                            |
| المنطقة الزمنية                                           | 00              | ت ع م+12:00                    |

## منظمات دولية مشتركة
يشترك البلدان في عضوية مجموعة من المنظمات الدولية، منها:
| علم المنظمة | اسم المنظمة                   | تاريخ انضمام كولومبيا | تاريخ انضمام ناورو |
| ----------- | ----------------------------- | --------------------- | ------------------ |
|             | منظمة الشرطة الجنائية الدولية | ?                     | ?                  |
|             | يونسكو                        | 31 أكتوبر 1947        | 17 أكتوبر 1996     |
|             | منظمة حظر الأسلحة الكيميائية  | ?                     | ?                  |
|             | الاتحاد البريدي العالمي       | ?                     | ?                  |
|             | الأمم المتحدة                 | 5 نوفمبر 1945         | 14 سبتمبر 1999     |
|             | الاتحاد الدولي للاتصالات      | 25 أغسطس 1914         | 10 يونيو 1969      |